# Chester Brown

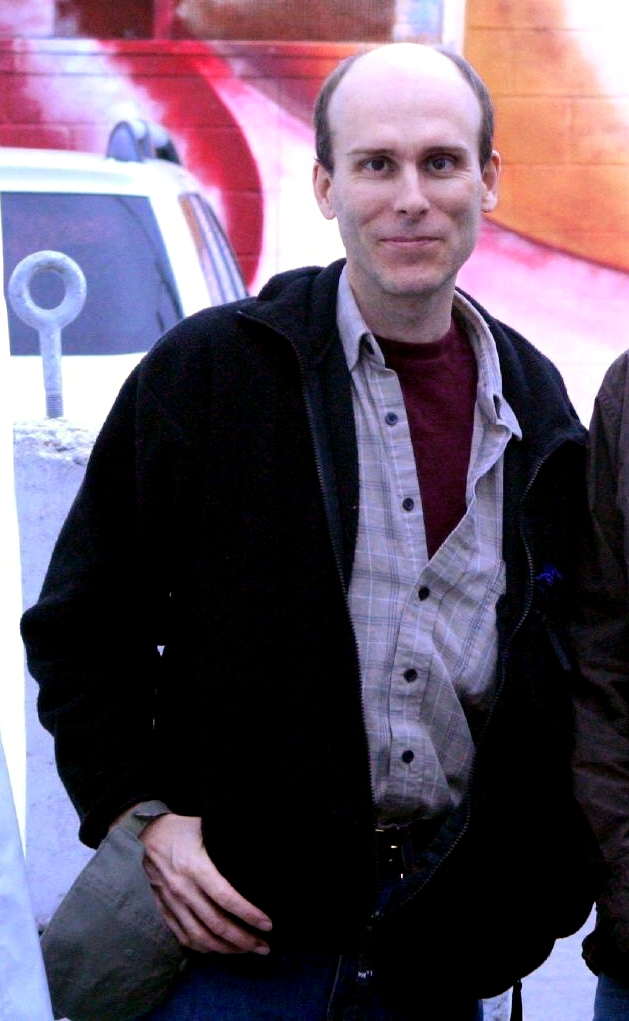
Chester Brown (2005)

Chester Brown (* 16. Mai 1960 in Montreal) ist ein kanadischer Comiczeichner.

## Leben
Brown wuchs in Chateauguay, einem Vorort von Montreal, auf. Seine Karriere als Comiczeichner begann 1983 in Toronto. Die ersten Jahre verlegte er dort seine Werke (hauptsächlich Mini-Comix und sein eigenes Heft Yummy Fur) noch selbst. Ab 1986 wurde er dann von Vortex Comics verlegt, wo mit Ed the Happy Clown 1989 sein erster Graphic Novel erschien. 1991 wechselte Brown zu Drawn and Quarterly (D&Q), wo er in Yummy Fur (bis 1994) stark autobiographische Geschichten sowie eine freie Interpretation des Matthäus-Evangeliums veröffentlichte, gefolgt von seiner experimentellen (und unabgeschlossenen) Serie Underwater (1994–97), die aus der Sicht eines Säuglings das langsame Verstehen des Umfelds sowie der Sprache thematisierte. Bei D&Q erschienen auch The Playboy (1992, im selben Jahr auf Deutsch als Die Playboy-Stories bei Jochen Enterprises), I Never Liked You (1994, im selben Jahr als Fuck bei Jochen), The Little Man Short Strips 1980—1995 (1998) und eine Neuauflage von Ed the Happy Clown (2000).
Es folgte eine Biographie des legendären kanadischen Politikers und Mystikers Louis Riel (Louis Riel: A Comic-Strip Biography). Dieser Comic erschien von 1999 bis 2003 als Serie, die 2003 dann in einem 272 Seiten langen Sammelband in überarbeiteter Version erschien und 2004 für zwei Eisner Awards nominiert („Best Graphic Album — Reprint“ und „Best Publication Design“). und von Time zu einem der zehn besten Comics des Jahres 2003 erklärt wurde.
Sein aktuellstes Werk ist Paying for it, das seine Erfahrungen mit der Sexarbeit aus der Sicht eines Kunden beschreibt. Als Ich bezahle für Sex – Aufzeichnungen eines Freiers erschien dieser Comic mit einem längeren Schriftteil mit Erläuterungen 2012 auch auf Deutsch.

## Veröffentlichungen
Originalausgaben
- Ed the Happy Clown. Vortex Comics, Toronto Kanada 1989, ISBN 0-921451-04-0.
- The Playboy. Drawn and Quarterly, Montreal, Kanada 1992, ISBN 0-9696701-1-7.
- I Never Liked You. Drawn and Quarterly, Montreal, Kanada 1994, ISBN 0-9696701-5-X.
- The Little Man. Short Strips 1980–1995. Drawn and Quarterly, Montreal, Kanada 1998, ISBN 1-896597-13-0.
- Louis Riel. A Comic-Strip Biography. Drawn and Quarterly, Montreal, Kanada 2004, ISBN 1-894937-89-9.
- Paying for it. A Comic-Strip Memoir about Being a John. Drawn and Quarterly, Montreal, Kanada 2011, ISBN 978-1-77046-048-5.
- Mary Wept Over the Feet of Jesus. Drawn and Quarterly, Montreal, Kanada 2016, ISBN 978-1-77046-234-2.

Deutsche Ausgaben
- Die Playboy-Stories. Jochen Enterprises, Berlin 1992, ISBN 3-9803050-0-7.
- Ed the Happy Clown. Jochen Enterprises, Berlin 1993, ISBN 3-9803050-2-3.
- Fuck. Jochen Enterprises, Berlin 1992, ISBN 3-9803050-9-0 (Enthält die Geschichten The Little Man und I Never Liked You).
- Ich bezahle für Sex – Aufzeichnungen eines Freiers. Walde und Graf, 2012, ISBN 978-3-03774-045-3
- Louis Riel – Eine Comic-Biographie. Bahoe Books, 2020, ISBN 978-3-903290-38-9.

## Ausstellungen
- 2013/2014: Chester Brown and Louis Riel., Art Gallery of Ontario, Toronto[3]